# UTC−09:00

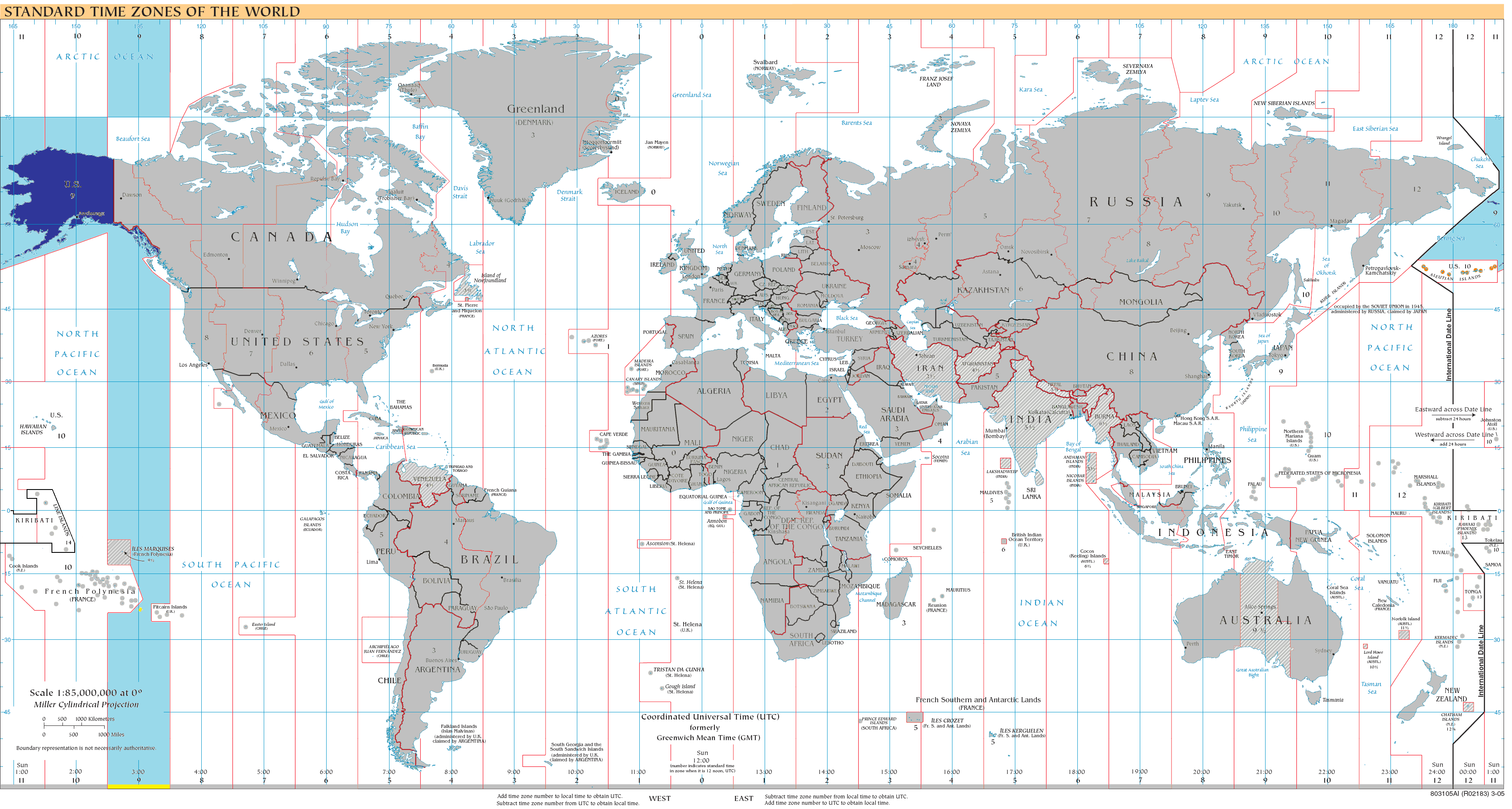
území, kde čas UTC-9 platí celoročně
území, kde čas UTC-9 platí sezónně v zimním období
území, kde čas UTC-9 platí sezónně v letním období
území, kde čas UTC-9 neplatí
mořské plochy spadající do pásma UTC-9
mořské plochy nespadající do pásma UTC-9
Poznámka: Stav k roku 2008

UTC-09:00 je zkratka a identifikátor časového posunu o -9 hodin oproti koordinovanému světovému času. Tato zkratka je všeobecně užívána.
Existují i jiné zápisy se stejným významem:
- UTC-9 — zjednodušený zápis odvozený od základního[1]
- V — jednopísmenné označení používané námořníky, které lze pomocí hláskovací tabulky převést na jednoslovný název (Victor).[2]

Zkratka se často chápe ve významu časového pásma s tímto časovým posunem. Odpovídajícím řídícím poledníkem je pro tento čas 135° západní délky, čemuž odpovídá teoretický rozsah pásma mezi 127°30′ a 142°30′ západní délky.

## Jiná pojmenování
| zkratka | česky | anglicky                      | poznámka                    | odkaz |
| AKST    | -     | Alaska Standard Time          | viz časová pásma v USA      | [ 4 ] |
| GAMT    | -     | Gambier Time                  | viz Časová pásma ve Francii | [ 5 ] |
| HDT     | -     | Hawaii-Aleutian Daylight Time | viz časová pásma v USA      | [ 6 ] |

## Úředně stanovený čas
Čas UTC−09:00 je používán na následujících územích, přičemž standardním časem se míní čas definovaný na daném území jako základní, od jehož definice se odvíjí sezónní změna času.

### Celoročně platný čas
- Francouzská Polynésie (Francie) — standardní čas platný na části území (Gambierovy ostrovy[p 5])

### Sezónně platný čas
- Spojené státy americké — standardní čas platný[p 6] na části území (Aljaška[p 7])
- Spojené státy americké — letní čas platný[p 6] na části území (Aleutské ostrovy[p 8]) posunutý o hodinu oproti standardnímu času